# Huisseling

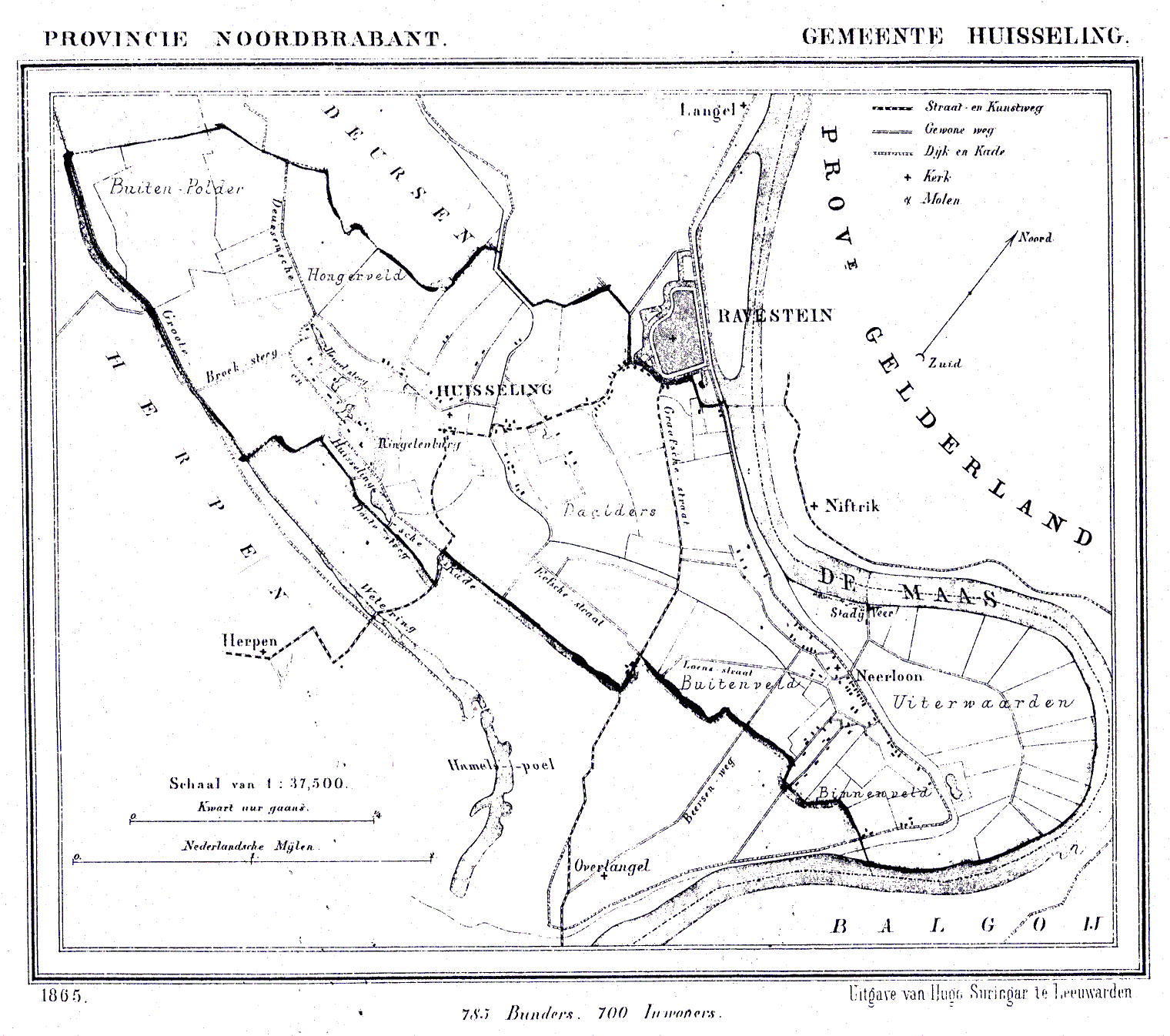
Kaart gemeente Huisseling en Neerloon (1865)

Huisseling (spreek uit als Huusseling, dialect: Huusseling) is een dorp in de gemeente Oss, in de Nederlandse provincie Noord-Brabant.
Huisseling maakte tot 1923 deel uit van de gemeente Huisseling en Neerloon. In 1923 is de gemeente samen met de gemeentes Deursen en Dennenburg en Dieden, Demen en Langel geannexeerd door de gemeente Ravenstein die op haar beurt in 2003 door de gemeente Oss werd opgenomen.
Huisseling ligt van alle dorpen het dichtst bij Ravenstein. Door de nieuwbouw in de loop der jaren is Huisseling min of meer vastgegroeid aan Ravenstein. Het heeft echter een eigen geschiedenis gekend.

## Geschiedenis
Het dorp bestaat uit twee afzonderlijke nederzettingen; namelijk Heuveleind en Huisseling. De nederzettingen zijn later één geworden toen de dorpskern van Huisseling zich verder westwaarts verplaatste. Aangezien Huisseling tot het Land van Ravenstein behoorde, werd de katholieke godsdienst hier niet onderdrukt.
Van 1799 tot 1824 werd er in de oude pastorie, op initiatief van pastoor Willem Ruijs, een "theologische hogeschool" ondergebracht, waar priesterstudenten les kregen. Deze studenten werden ondergebracht op de zolder van de pastorie of bij particulieren, waartoe veele huizen (van de) Inwoonders vertimmerd en meubelen in de zelve aangeschaft.
In Huisseling is al vroeg de Boerenbond (NCB) opgericht. Hierdoor ontstond in Huisseling de eerste Boerenleenbank van Zuid-Nederland en werd er ook een verzekeringsmaatschappij opgericht: De Onderlinge Brandassurantie van de NCB, het latere Interpolis. Het pand waar deze Brandassurantie was gehuisvest, lag aan de Grotestraat 54.

## Sint-Lambertuskerk

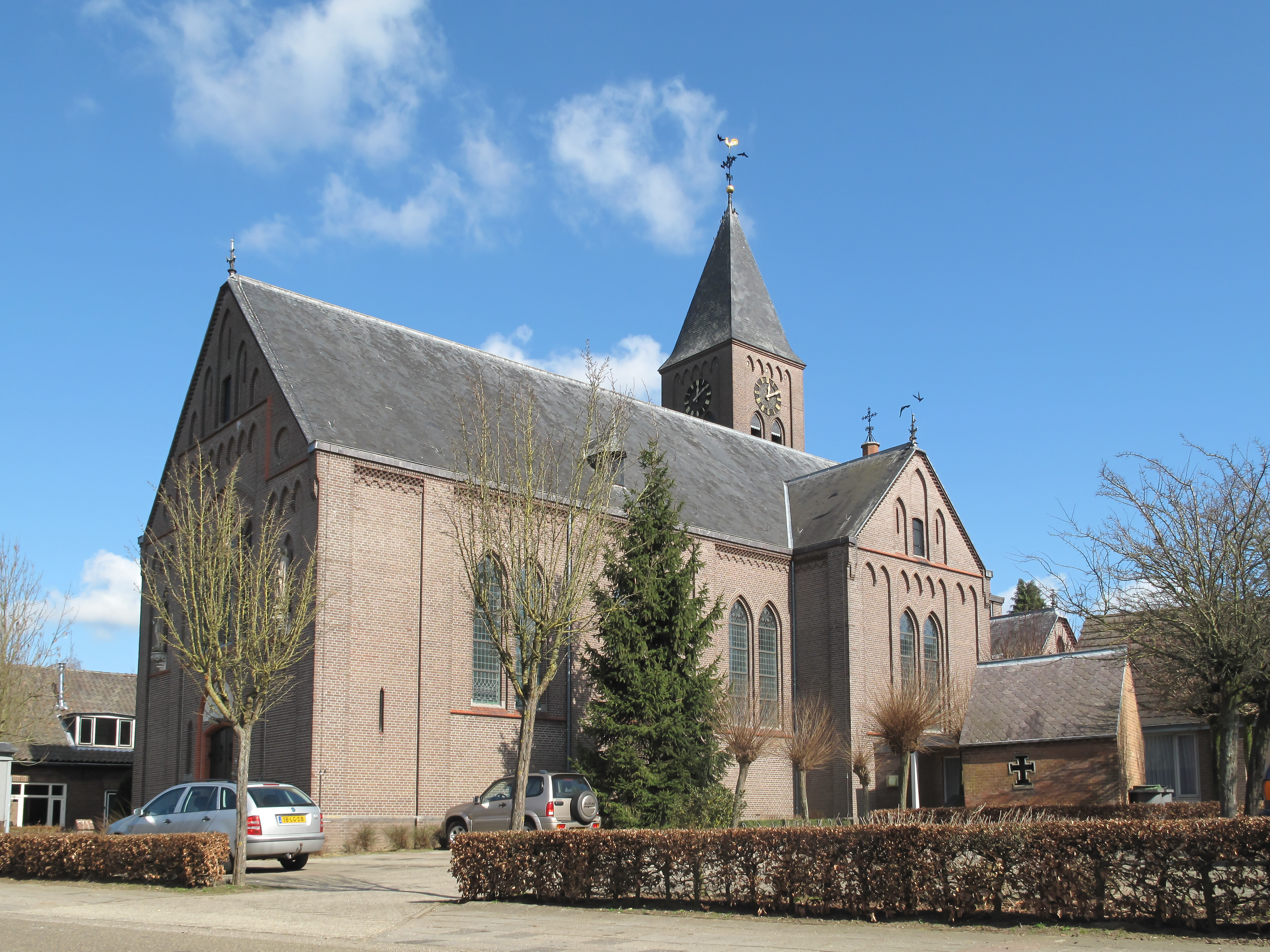
Huisseling, Sint-Lambertuskerk

- Op de Schaafdries stond de oude middeleeuwse kerk van Huisseling. Tijdens het beleg van Grave in 1586 werd deze kerk door de troepen van Parma geplunderd en vernield. Zij namen onder andere de klokken uit de toren mee. Den worren geen schoender clocken aen den Maeskant als wij te Huusselingh en hadden.

In 1621 werd de plaatselijke bevolking gedwongen haar kerk en 29 huizen af te breken om een vrij schootsveld te creëren in verband met de aanleg van vestingwerken in Ravenstein. In 1626 werd een nieuwe kerk gebouwd op de plaats van de huidige kerk, die in 1852 nog werd gerestaureerd en vergroot. In 1910 werd in overleg met architect Caspar Franssen besloten de oude kerk geheel te slopen en niet te verbouwen. Zodoende werd in 1911 overgegaan tot nieuwbouw van de huidige neogotische kerk van Sint-Lambertus.
In de kerk staat nog een bijzonder beeld van Sint-Eligius uit begin 16e eeuw en een hardstenen doopvont uit de 15e eeuw.
- Naast het kerkplein bevindt zich een knekelhuisje uit 1878 dat werd gebruikt om doodgraversgerei en beenderen uit geruimde graven in op te slaan en om lijken in op te baren. Dit huisje is vervaardigd van ouder materiaal, waarschijnlijk afkomstig van de voormalige pastorie die in hetzelfde jaar door een nieuwe werd vervangen. Het natuurstenen gebeeldhouwde front dateert van omstreeks 1700. De voorstelling, een naakt engeltje dat over een doodshoofd ligt en de vluchtigheid van het leven voorstelt, wijst in de richting van de Jezuïeten die hier omstreeks 1700 actief waren. De sterk verweerde muurschildering hieronder stelt het hemelse Jeruzalem voor.

Het knekelhuisje werd in 1920 nog eens verplaatst en dreigde in 1984 gesloopt te worden wat door de plaatselijke Heemkundekring werd verhinderd. Het werd gerestaureerd en op de Rijksmonumentenlijst geplaatst.
Voor het knekelhuisje bevindt zich een priestergraf uit 1869 en bij het knekelhuisje is ook de dorpel van de in 1621 gesloopte kerk opgesteld die in 2007 werd teruggevonden.

## Natuur en landschap
Ten zuiden van Huisseling lag de Traverse van de Beerse Overlaat. Hier stroomt ook de Hertogswetering. De spoorlijn ten noordwesten van Huisseling kende een lage spoorbrug, aangezien een spoordijk de werking van de Traverse zou verstoren. Deze brug had na de sluiting van de Overlaat in 1942 geen functie meer en is in de jaren 50 van de 20e eeuw omgebouwd tot spoordijk, welke met de verdubbeling van het spoor in 1979 alsnog werd gesloopt.
Huisseling ligt in het rivierkleigebied en wordt omgeven door grootschalig verkaveld landbouwgebied. Ten noorden ligt de kom van Ravenstein.

## Nabijgelegen kernen
Ravenstein, Herpen, Overlangel

## Geboren in Huisseling
- Joannes Sebastianus Jansen (1868-1929), burgemeester van Weerselo.

## Woonachtig (geweest) in Huisseling
- Bart Brentjens (1968), mountainbiker
- Jan Elemans (1924-2019), dichter

## Fotogalerij

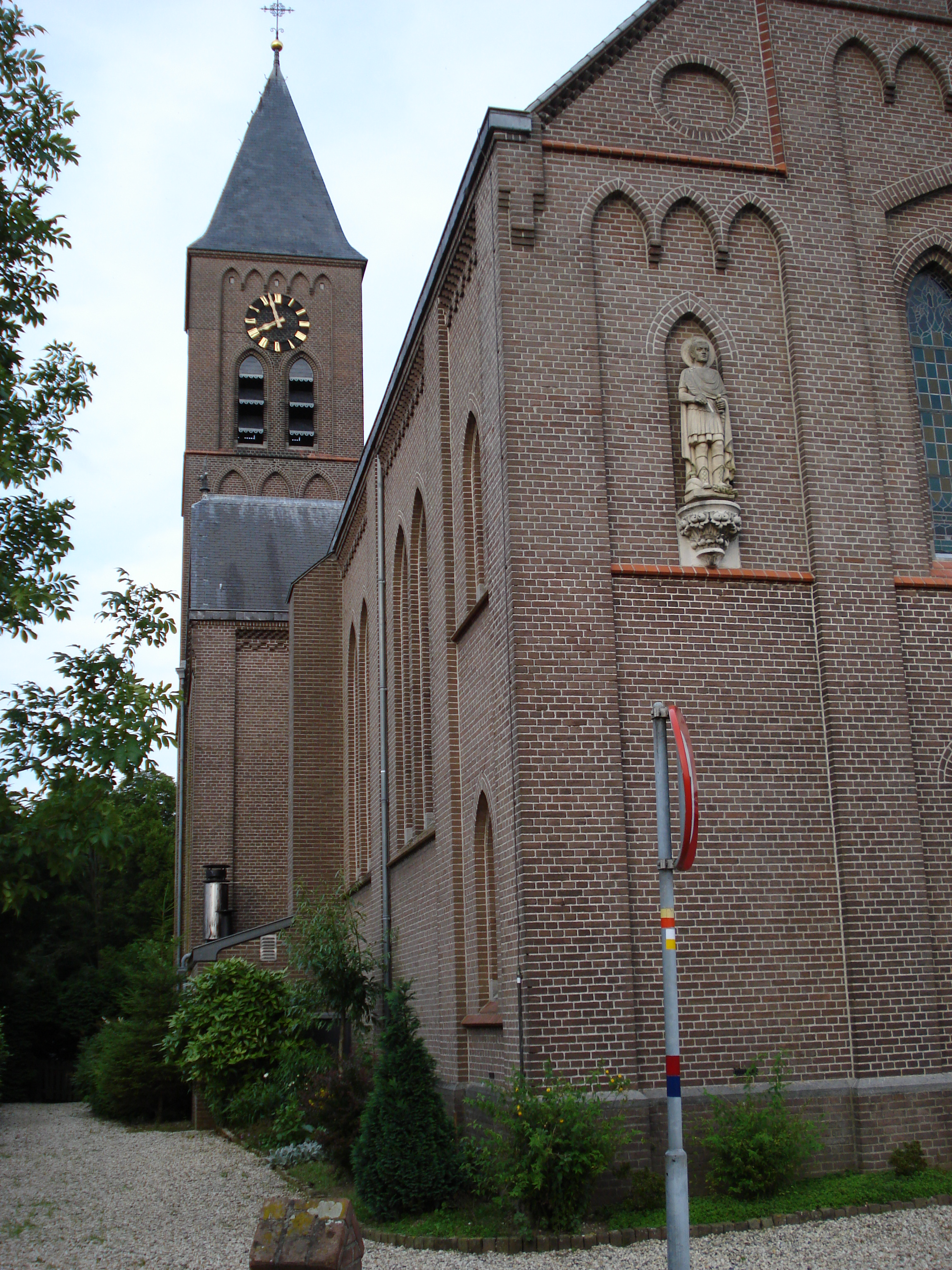
Huisseling, de kerktoren opzij van de kerk
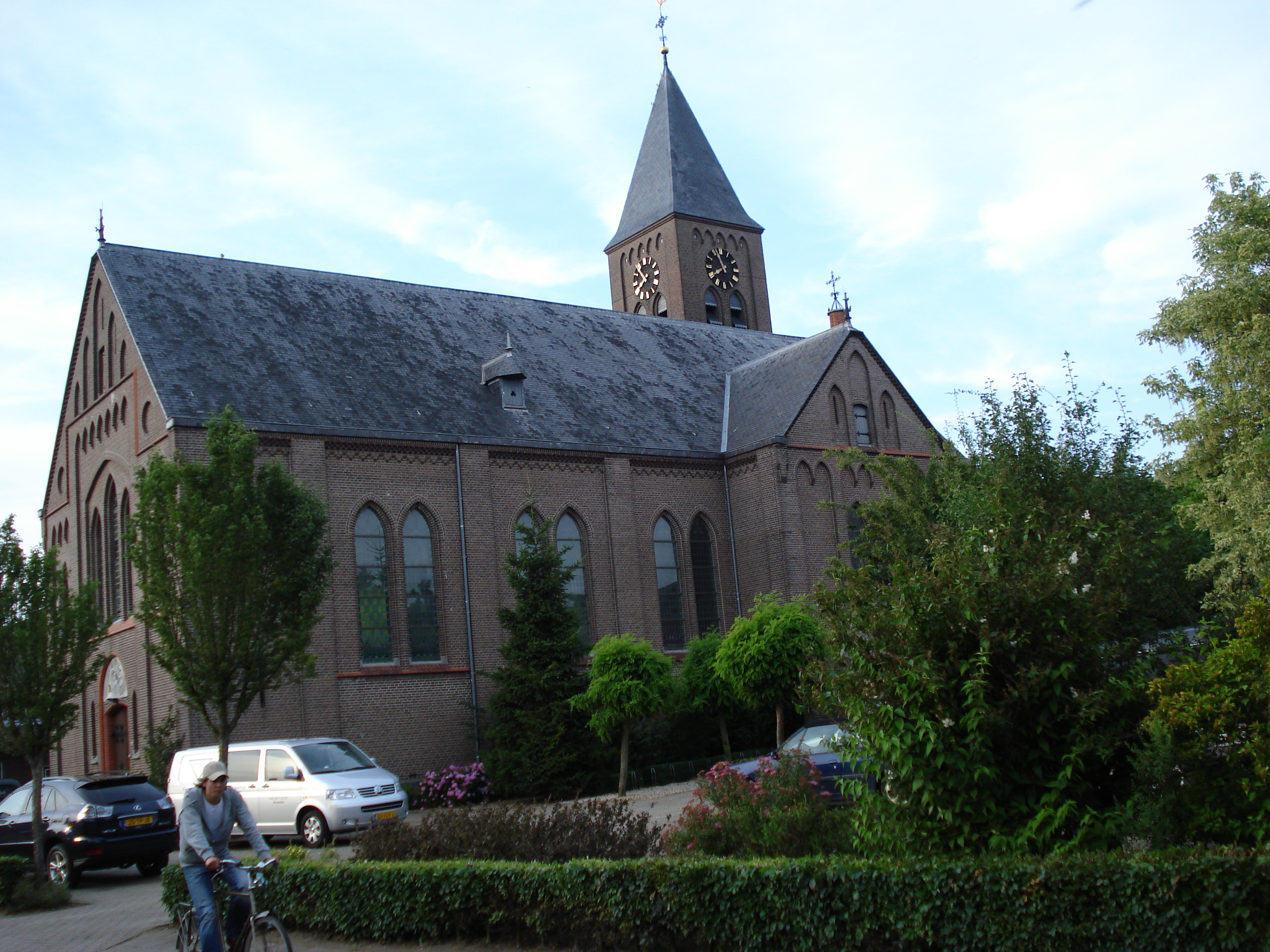
Huisseling, de kerk
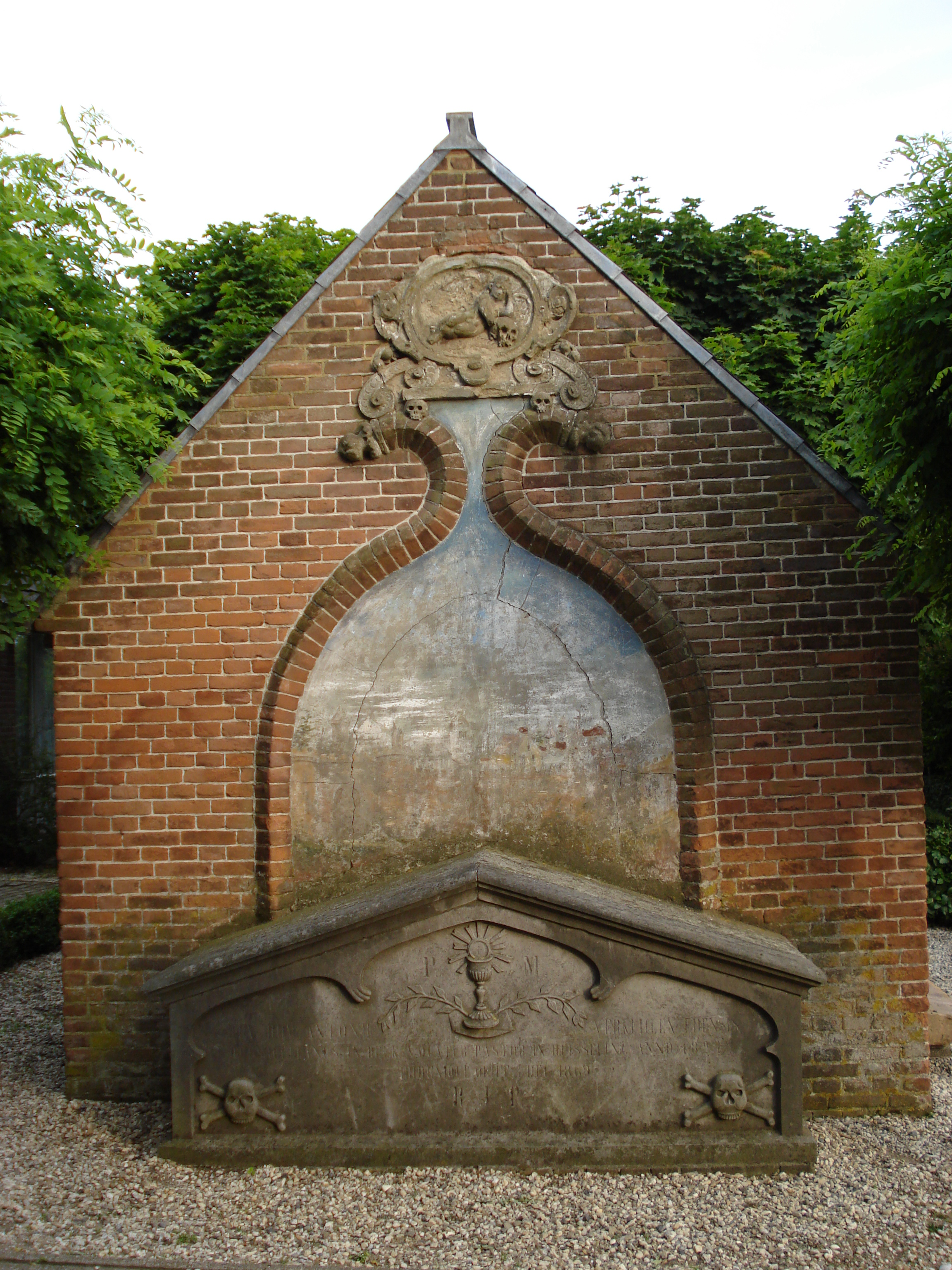
Huisseling, het knekelhuisje
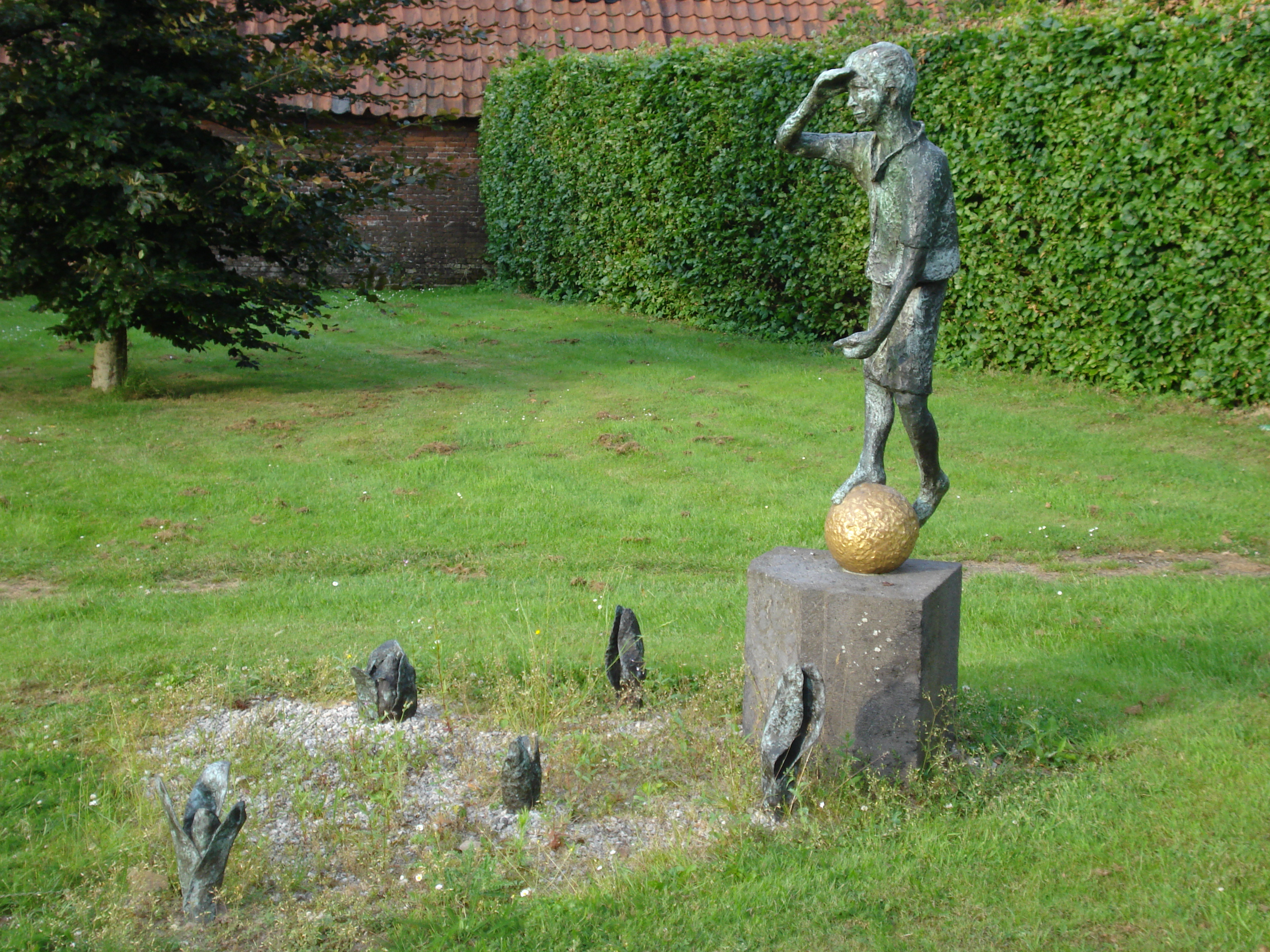
Kunstwerk "De Jongeling van Huisseling" (zaaier)
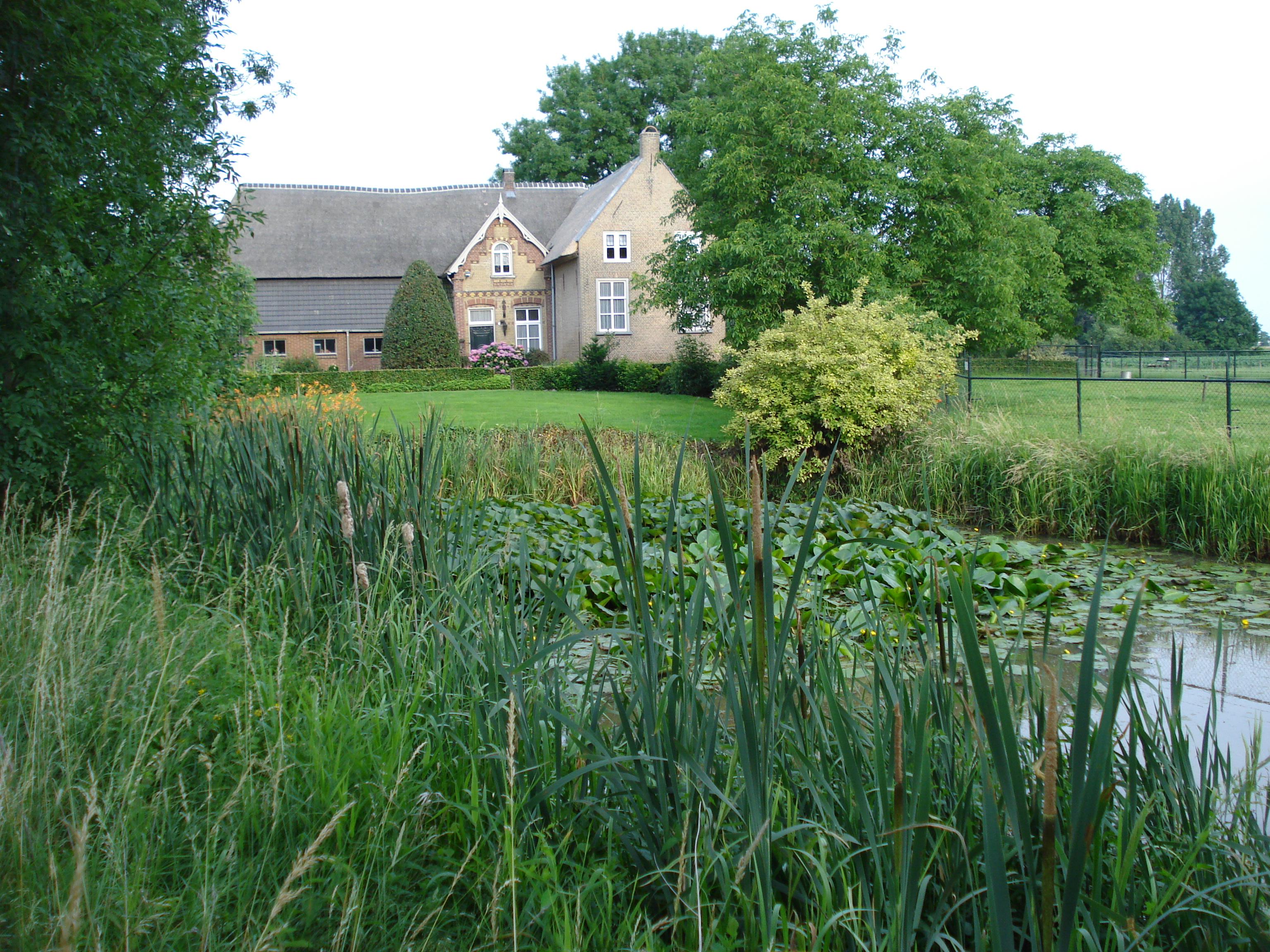
Huisseling, een boerderij
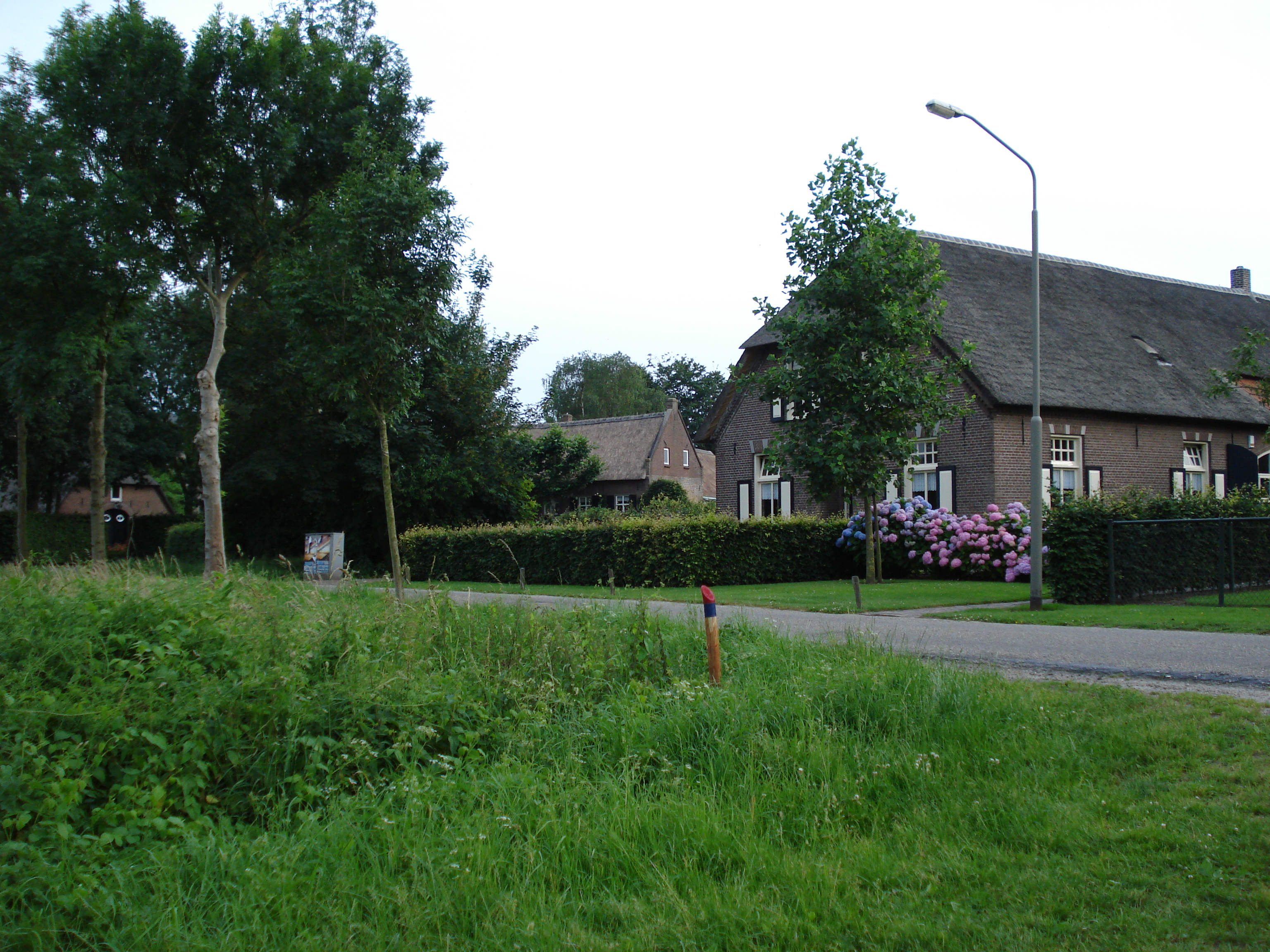
Huisseling, groepje boerderijen

Steden: Megen · Oss · Ravenstein

Dorpen: Berghem · Demen · Dennenburg · Deursen · Dieden · Geffen · Haren · Herpen · Huisseling · Macharen · Kessel · Lith · Lithoijen · Maren · Maren-Kessel · Neerlangel · Neerloon · Oijen · Overlangel · Teeffelen

Buurtschappen: Achterste Heide · Benedeneind · Boveneind · Duurendseind · Elst · Gement · Keent · Kleine Koolwijk · Koolwijk · 't Wild

Noord-Brabant: Steden en dorpen      Nederland: Provincies · Gemeenten